# Chromocryptus diatraeae
Chromocryptus diatraeae là một loài tò vò trong họ Ichneumonidae.